# ФК Нотс Каунти
ФК Нотс Каунти (на английски: Notts County Football Club) е английски футболен отбор от град Нотингам. Той е най-старият професионален футболен клуб в света, съществуващ и до днес. Създаден е през 1862 г. През новото хилядолетие отборът се движи из долните дивизии на Англия. През сезон 2008/2009 участва в Английска втора футболна лига.
Мениджърът им е известният Свен-Йоран Ериксон. Ериксон привлече Сол Кембъл и Каспер Шмайхел (Син на Петер Шмайхел). Клубът е известен още с това, че един от най-големите италиански и европейски грандове Ювентус, е взел идеята за екипи именно от Нотс Каунти.

## Известни бивши футболисти
| - Алън Смит - Даниъл Олсоп - Джеф Астъл - Джо Бакуци - Лес Брад - Стийв Картър - Тревър Кристи - Хенри Кършам - Дикси Дийн - Марк Дрейпър - Тони Хейтли - Албърт Айрмънгър - Еди Канън - Ърнест Грийнхал | - Томи Джонсън - Брайън Килклайн - Томи Лотън - Дейвид Нийдъм - Денис Пиърс - Джърмейн Пенънт - Джаки Сиуел - Мордкей Шъруин - Крейг Шорт - Фил Търнър - Дейвид Уотсън - Хюи Галахър - Том Джонстън | - Джими Логан - Артър Ман - Дон Мейсън - Гордън Мейър - Йейн Маккълох - Иън Макпарлънд - Гари Максуегън - Мартин О'Нийл - Найджъл Уортингтън - Стийв Финън - Радойко Аврамович - Джейсън Лий |